# Badminton bei den Island Games 2025
Badminton wurde bei den Island Games 2025 auf Orkney vom 13. Juli bis zum 18. Juli 2025 gespielt.

## Medaillengewinner
| Veranstaltung | Gold                                          | Silber                                     | Bronze                                       |
| ------------- | --------------------------------------------- | ------------------------------------------ | -------------------------------------------- |
| Herreneinzel  | Rúni Øster                                    | Toke Ketwa-Driefer                         | Alexander Buck                               |
| Herreneinzel  | Rúni Øster                                    | Toke Ketwa-Driefer                         | Carlos Riudavets Sintes                      |
| Dameneinzel   | Miriam í Grótinum                             | Sara Lindskov                              | Jessica Li                                   |
| Dameneinzel   | Miriam í Grótinum                             | Sara Lindskov                              | Anna Showan                                  |
| Herrendoppel  | Magnus Dal-Christiansen Rúni Øster            | Alex Tapp David Trebert                    | Toke Ketwa-Driefer Maluk Tiger               |
| Herrendoppel  | Magnus Dal-Christiansen Rúni Øster            | Alex Tapp David Trebert                    | Albert Navarro Comes Carlos Riudavets Sintes |
| Damendoppel   | Bjarnhild í Buð Justinussen Miriam í Grótinum | Kimberley Clague Jessica Li                | Mia Thorkildshøj Sanna Thorkildshoj          |
| Damendoppel   | Bjarnhild í Buð Justinussen Miriam í Grótinum | Kimberley Clague Jessica Li                | Jody Groundwater Rebecca Reid                |
| Mixed         | Rúni Øster Miriam í Grótinum                  | Magnus Dal-Christiansen Sanna Thorkildshoj | Maluk Tiger Tina Rafaelsen                   |
| Mixed         | Rúni Øster Miriam í Grótinum                  | Magnus Dal-Christiansen Sanna Thorkildshoj | Matthew Nicholson Jessica Li                 |
| Teams         | Grönland                                      | Färöer                                     | Isle of Man                                  |